# Il lupo dei mari (film 1930)
Il lupo dei mari (The Sea Wolf) è un film del 1930 diretto da Alfred Santell.

## Produzione
Il film fu prodotto dalla Fox Film Corporation.

## Distribuzione
Distribuito dalla Fox Film Corporation, il film uscì nelle sale cinematografiche USA il 21 settembre 1930.